# Роял Атлетік Парк
«Роял Атлетік Парк» (англ. Royal Athletic Park) — багатофункціональний стадіон у місті Вікторія, Британська Колумбія, Канада, домашня арена ФК «Вікторія Хайлендерс».
Стадіон побудований та відкритий 1967 року на місці міського спортивного майданчика, який експлуатувався ще з початку 1900-х років. Є мультифункціональною спортивною спорудою, де переважно проводяться матчі з бейсболу та регбі. Також арена приймає матчі з футболу. Має постійну потужність 5 700 глядачів (3 800 місць накриті дахом). Є можливість тимчасового розширення до 9 247 місць. Під час особливих подій споруджуються тимчасові трибуни потужністю 10 500 глядачів.
У 2007 році стадіон приймав матчі у рамках Молодіжного чемпіонату світу з футболу.